# Abadía
Una abadía es un monasterio o convento cristiano bajo las órdenes de un abad o una abadesa, que son el padre o la madre espiritual de la comunidad. Un priorato solo difiere de la abadía en que el monje superior lleva el título de prior en lugar de abad. Los prioratos eran originariamente ramificaciones de las abadías, y los priores continuaban siendo subordinados a los abades; sin embargo, la distinción actual entre abadías y prioratos se perdió en el Renacimiento.

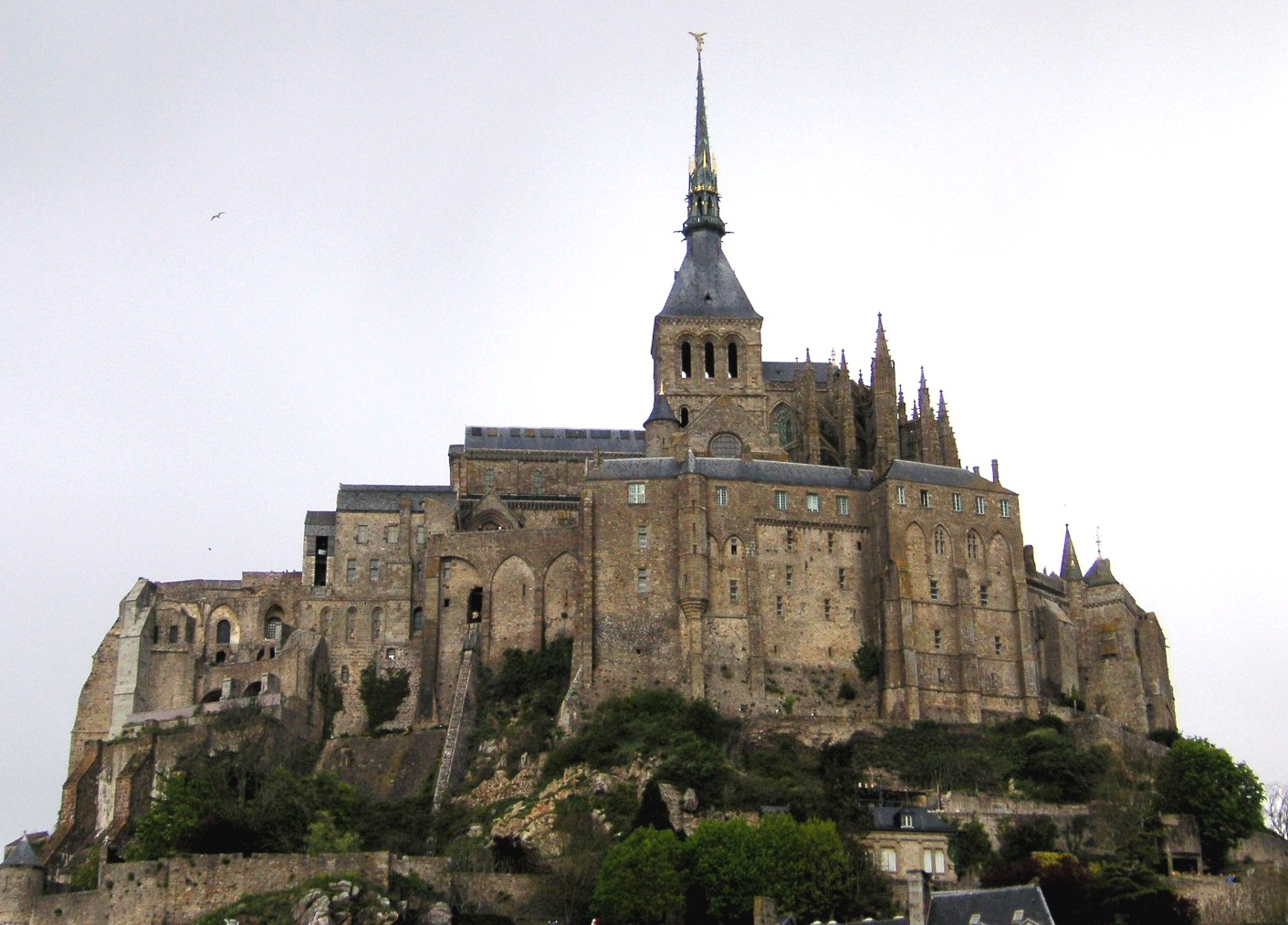
Abadía del Monte Saint-Michel, Normandía (Francia).

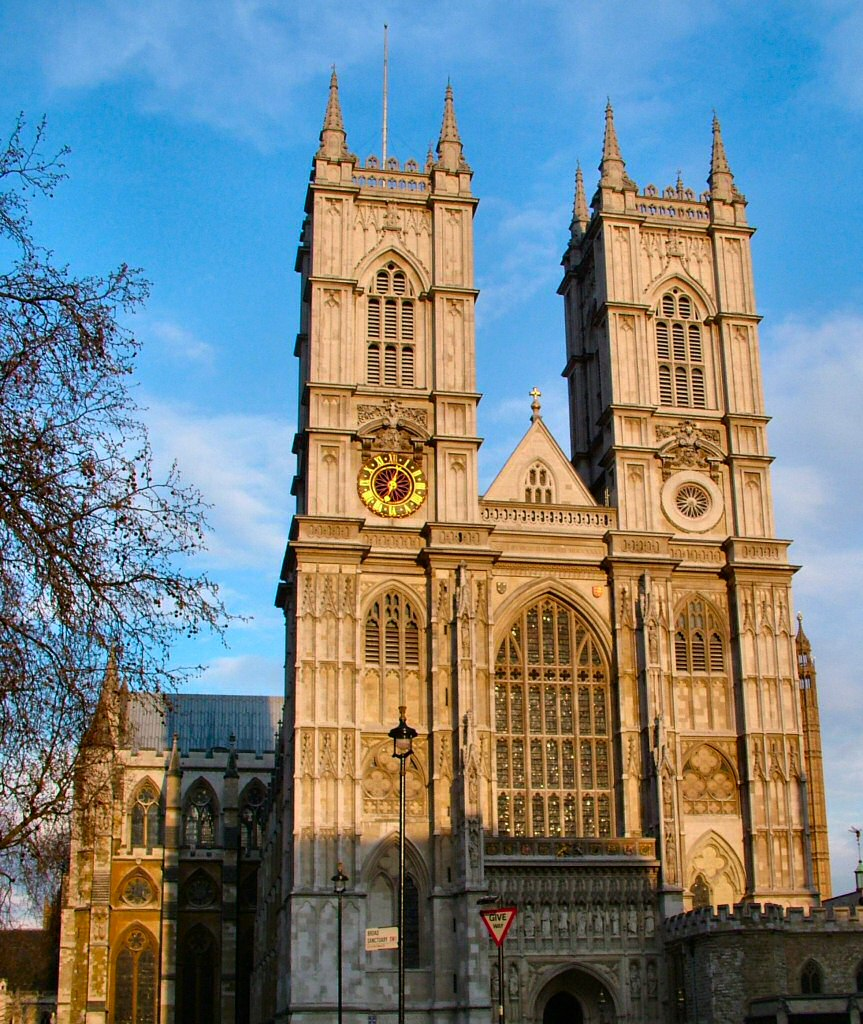
Abadía de Westminster, Londres (Inglaterra).

## Historia

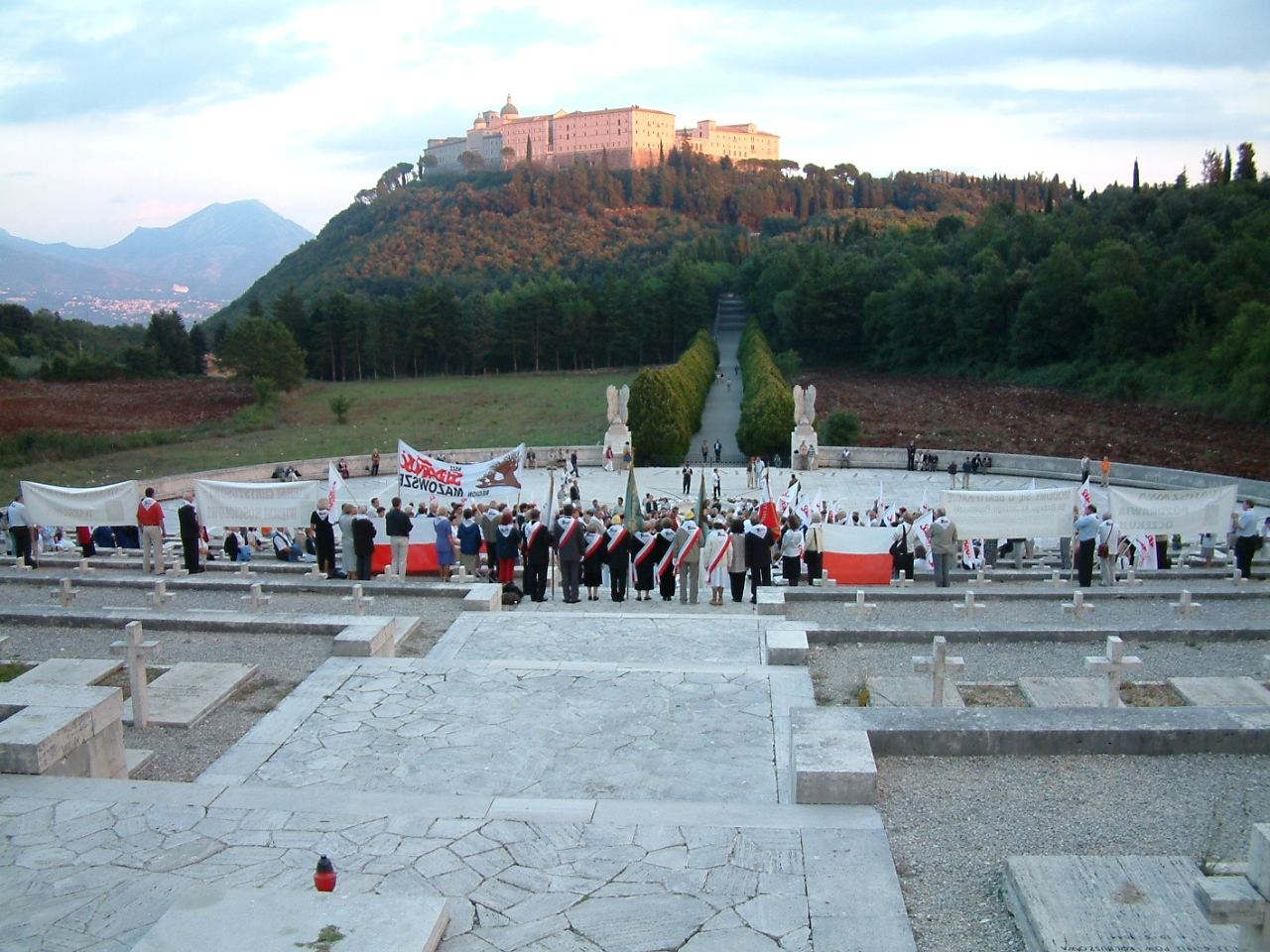
Abadía de Monte Cassino, Italia.

Las más antiguas comunidades monásticas conocidas consistían en "células" congregadas alrededor de un centro común, el cual era normalmente la casa de un ermitaño o anacoreta famoso por su santidad o su ascetismo singular, pero sin intenciones de organización formal. Tales comunidades no son una invención del cristianismo. Ya se había producido un ejemplo, al menos en parte, por los esenios en Judea y quizás por los therapeutae, una orden monástica establecida al pie del lago Mareotis, cerca de Alejandría en el Egipto Ptolemaico.
En las épocas más tempranas del monasticismo cristiano, los ascetas acostumbraban a vivir aislados, independientemente unos de otros, no lejos de alguna iglesia local, manteniéndose del trabajo de sus propias manos y repartiendo el sobrante una vez habían satisfecho sus frugales necesidades. El incremento del fervor religioso, ayudado por la persecución, los alejó cada vez más de la civilización hacia las soledades montañosas o desiertos solitarios. Los desiertos de Egipto se enjambraron con las "células" o chozas de estos anacoretas. Antonio el Grande, que se había retirado a la Tebaida egipcia durante la persecución por Maximiano (312), fue el más celebrado de ellos por sus austeridades, su santidad y su poder como exorcista. Su fama congregó alrededor de él una hueste de seguidores imitando su ascetismo en un intento de imitar su santidad. Cuanto más se retiraba a terrenos salvajes, más numerosos eran sus discípulos. Rehusaron separarse de él y construyeron sus células alrededor de su padre espiritual. Así surgió la primera comunidad monástica, consistiendo en anacoretas que vivían cada uno en su propia pequeña vivienda, unidos bajo un superior. Antonio, tal como menciona August Neander (Historia de la Iglesia, vol. III, p. 316, traducción de Clark), "sin ningún designio consciente suyo se había convertido en el fundador de un nuevo modo de vivir en cenobitismo común". Gradualmente se fue introduciendo el orden en los grupos de cabaás. Fueron dispuestas en líneas, como las tiendas en un campamento, o las casas en una calle. De esta disposición en líneas vinieron a ser conocidas como Laurae, Laurai, "calles" o "avenidas".

## Monasterios cenobíticos
El auténtico fundador de los monasterios cenobíticos (koinos: común, y bios: vida) en el sentido moderno fue Pacomio, un egipcio de comienzos del siglo IV. La primera comunidad por él establecida estaba en Tabennae, una isla del Nilo en el Alto Egipto. Fueron fundadas ocho más en la región a lo largo de su vida, llegándose a contar 3000 monjes. En los cincuenta años siguientes a su muerte, sus sociedades podían integrar a 50 000 miembros. Estos cenobios parecían villas o poblados habitados por una comunidad religiosa que vivía del trabajo de sus manos, todos del mismo sexo.
Los edificios estaban separados. Eran pequeños y lo más humildes posible. Cada célula o choza, de acuerdo con Sozomeno, contenía tres monjes. Tomaban su comida principal en un refectorio común o comedor a las 3 de la tarde, permaneciendo hasta esa hora en ayunas. Comían en silencio, con capuchas caladas sobre sus caras de tal manera que no podían ver nada aparte de la mesa que tenían delante de sí. Los monjes pasaban todo el tiempo que no estaban dedicados a los servicios religiosos o el estudio en el trabajo manual. Paladio, que visitó los monasterios egipcios, encontró entre los 300 miembros del cenobio de Panópolis, bajo la regla Pacomiana, quince sastres, siete herreros, cuatro carpinteros, doce conductores de camellos y quince curtidores.

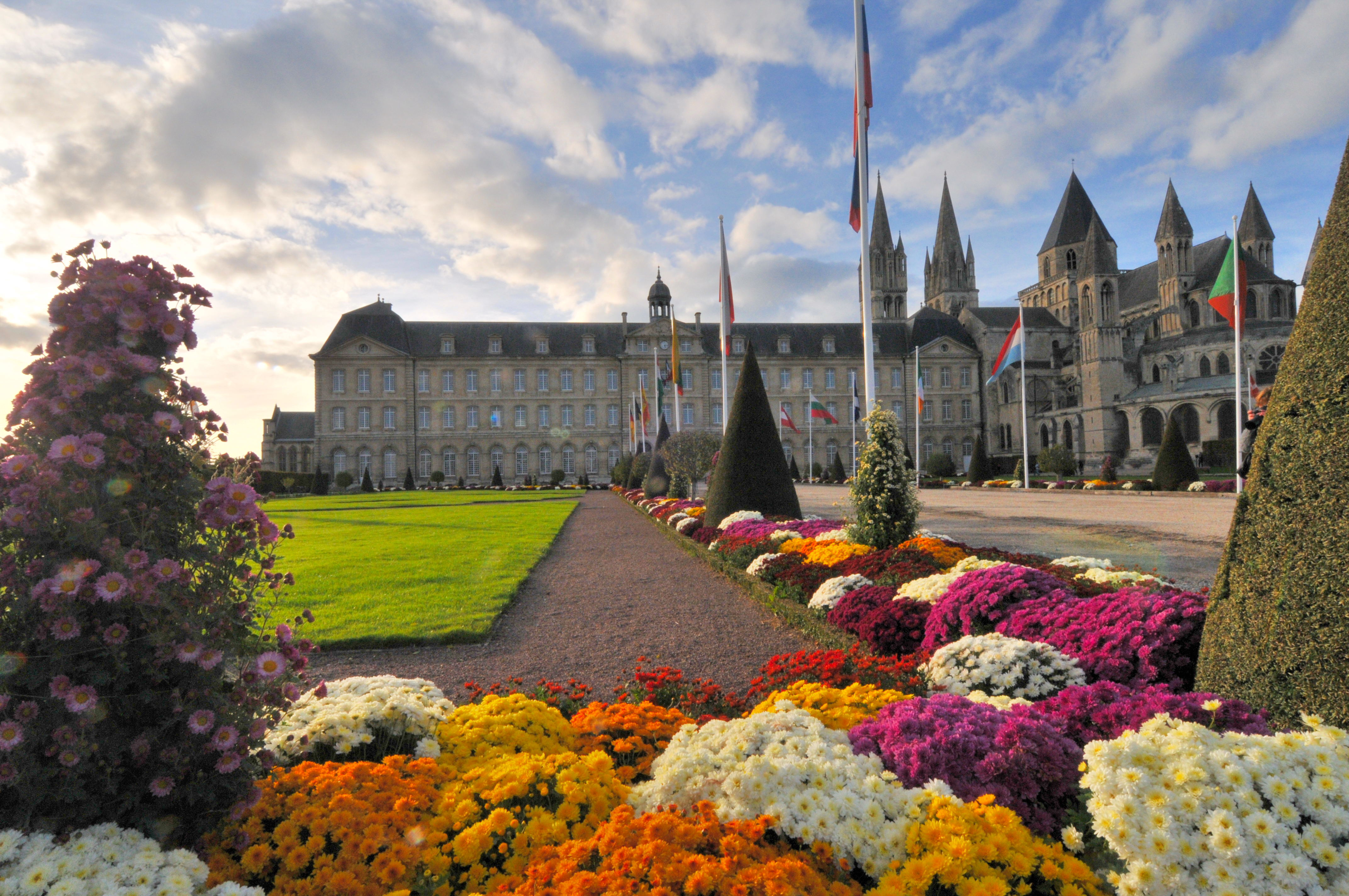
Abadía de los Hombres de Caen, Normandía.

Cada comunidad tenía su propio administrador u oeconomus, el cual estaba bajo la supervisión de un administrador jefe instalado en el establecimiento principal. Todo el producto del trabajo manual de los monjes le era remitido y él lo fletaba a Alejandría. El dinero obtenido se destinaba a compras para aprovisionar los almacenes para el sostenimiento de las comunidades, y lo que sobraba se empleaba en caridad. Los superiores de varios cenobios se encontraban dos veces al año en el monasterio principal bajo la presidencia de un archimandrita (miandra = grupo de ovejas), y en el último encuentro daban informe de su administración durante el año. Los cenobios de Siria pertenecían a la institución pacomiana. Podemos aprender muchos detalles referentes a estos en la vecindad de Antioquía a partir de los escritos de Crisóstomo. Los monjes vivían en cabañas separadas llamadas kalbbia, formando una aldea en la ladera de la montaña. Estaban sometidos a un abad y observaban una regla común (no tenían refectorio, pero comían la misma comida, de pan y agua simplemente, cuando el trabajo del día había sido concluido, reclinándose en hierba amontonada, a veces fuera de la cabaña). Cuatro veces al día se juntaban en oraciones y salmos.

### Santa Laura, Monte Athos
La necesidad de defenderse frente a ataques hostiles, la economía del espacio y la conveniencia de acceder a cualquier parte de la comunidad desde otra, dictaron una disposición más compacta y organizada de los edificios del cenobio monástico. Se edificaron grandes pilares de edificios, con paredes exteriores sólidas, capaces de resistir los ataques de un enemigo, dentro de los cuales todos los edificios necesarios se disponían alrededor de uno o en sistemas más abiertos, generalmente rodeados de claustros. La forma acostumbrada de disposición en el este se ejemplifica en el plano del convento de Santa Laura, en Monte Athos.
|  | A. Puerta de acceso B. Capillas C. Pabellón de huéspedes D. Iglesia E. Claustro F. Fuente G. Refectorio H. Cocina I. Células K. Almacenes L. Puerta trasera M. Torre |

Este monasterio, al igual que la mayoría de los monasterios orientales, está rodeado por una pared de piedra resistente y elevada circundando un área de 12 000 a 16 000 m². El lado más largo se extiende unos 170 m. Solo hay una entrada en la cara norte (A), defendida por tres puertas de hierro separadas. Cerca de la entrada hay una gran torre (M), una característica constante en los monasterios de Levante. Hay una pequeña puerta trasera en L. El recinto contiene dos grandes patios abiertos, rodeados de edificios conectados con galerías claustrales de madera o piedra. El patio exterior, que es con mucho el mayor, contiene los graneros y los almacenes (K), la cocina (H) y otras dependencias conectadas con el refectorio (G). Inmediatamente adyacente a la puerta de entrada hay una edificación para huéspedes a la que se accede por un claustro (C). El patio interior está rodeado de un claustro (EE) al cual se abren las células de los monjes (II). En el centro de este patio se alza la iglesia católica o conventual, un edificio cuadrado con un ábside del tipo bizantino domical al que se accede por un nártex (entrada) abovedado. Delante de la iglesia hay una fuente de mármol (F) cubierta por una bóveda soportada por columnas. El refectorio (G) está situado en realidad en el patio exterior, aunque sus puertas se abren al claustro. Es un edificio cruciforme grande, de alrededor de 30 m en cada dirección, decorado por dentro con frescos de santos.
En el extremo superior hay un receso semicircular que recuerda al triclinium del palacio Laterano de Roma, en el cual está el asiento del abad. En los monasterios orientales el refectorio se utiliza principalmente como sala de reuniones, tomando los monjes la comida en sus celdas separadas.
|  | A. Nártex o puerta de entrada a la Iglesia B. Iglesia C. Corredor, con células a cada lado D. Escalera |

Este plano es de un monasterio de la Iglesia Copta dibujado por Lenoir y muestra una iglesia con tres naves con ábsides celulares y dos hileras de células a cada lado de una galería oblonga.

## Abadías benedictinas
El monacato en Occidente debe su extensión y desarrollo a Benito de Nursia (nacido en el 480). Su regla se difundió con una rapidez impresionante desde la fundación de Monte Cassino a través de toda la Europa del Este, y todos los países observaron la edificación de monasterios excediendo todo lo que había sido visto antes en espaciosidad y esplendor. Pocas ciudades grandes de Italia carecieron de su correspondiente monasterio benedictino, y rápidamente surgieron monasterios en los grandes centros de población de Inglaterra, Francia y España. El número de tales monasterios fundados entre los años 520 y 700 es asombroso. Antes del Concilio de Constanza en 1415 se habían fundado no menos de 15 070 abadías únicamente de esta orden. Los edificios de una abadía benedictina estaban dispuestos uniformemente sobre un plano tipo que se modificaba cuando era necesario para acomodarse a las circunstancias locales. No disponemos de ejemplos existentes de los monasterios más primitivos de la orden benedictina. Todos han sucumbido al paso de los tiempos y la violencia humana. Pero sí que se conserva un plano elaborado de la abadía suiza de San Gall, edificada alrededor de 820, en el cual puede observarse la disposición general de un monasterio de primera clase del siglo IX. El aspecto general del convento es el de una ciudad de casas aisladas con calles entre ellas. Está edificado claramente de acuerdo a la regla benedictina, que establecía que, si era posible, el monasterio contuviese todo lo necesario para la vida, así como los edificios conectados más íntimamente con la vida religiosa y social de sus internados. Debía contener un molino, una panadería, establos y corrales, así como acomodación para llevar a cabo todas las artesanías dentro de las murallas, de modo que no fuese necesario para los monjes salir de los límites del monasterio.
Es posible entonces describir la distribución general de los edificios:
La iglesia, con su claustro está situada al sur, ocupa el centro de un área cuadrangular de cerca de 40 metros cuadrados. Los edificios, como en los monasterios grandes, están distribuidos en grupos. La iglesia forma el núcleo, como centro de la vida religiosa de la comunidad. En relación más estrecha con la iglesia está el grupo de edificios apropiados para la línea monástica y sus exigencias diarias: el refectorio para comer, el dormitorio para descansar, la sala común para relacionarse, la casa del capítulo para las conferencias religiosas y disciplinarias. Estos elementos esenciales de la vida monástica estaban colocados alrededor de un patio enclaustrado, el cual contenía una arcada cubierta permitiendo la comunicación protegida de los elementos entre los edificios. La enfermería para monjes enfermos, con la casa del médico y el jardín del herbolario quedan al este. En el mismo grupo que la enfermería está el jardín de los novicios. La escuela exterior, con la casa del maestro principal contra la pared opuesta de la iglesia, se halla fuera del recinto del convento, en proximidad a la casa del abad, que debía mantener un ojo constantemente sobre ellos.
|  |  | Iglesia A. Altar mayor B. Altar de San Pablo C. Altar de San Pedro D. Nave E. Paraíso F. Torres Edificios Monásticos G. Claustro H. Calefactorio, con el dormitorio encima I. Necessary J. Casa del Abad K. Refectorio L. Cocina M. Panadería y cervecería N. Sótano O. Sala, locutorio (encima: P1. Scriptorium con biblioteca [k], P2. Sacristía y vestíbulo) Q. Casa de los novicios (1. capilla; 2. refectorio; 3. calefactorio; 4. dormitorio; 5. habitación del maestro; 6. cámaras) R. Enfermería (1 a 6 como en la casa de los novicios) S. Casa del médico T. Jardín botánico U. Casa para penitencias V. Escuela W. Alojamiento del maestro de escuela X1. Casa de huéspedes para los de rango superior X2. Casa de huéspedes para los pobres Y. Cámara de huéspedes para monjes de otras órdenes Departamentos de Mantenimiento Z. Granja a. Era b. Talleres c. Molinos d. Horno e. Establos f. Vaquería g. Cabrería h. Pocilga i. Ovejas k. Cámaras para sirvientes y trabajadores l. Casa del jardinero m. Granja de pollos y patos n. Casa del cuidador de pollería o. Jardín q. Panadería para pan sacramental s. Cocinas t. Baños |

Los edificios destinados a la hospitalidad se dividen en tres grupos: uno para la recepción de los huéspedes distinguidos, otro para los monjes que visitan el monasterio y otro para los viajeros peregrinos. El primero y el tercero están situados a la derecha y a la izquierda de la entrada común del monasterio. El hospicio para huéspedes distinguidos se encuentra en el lado norte de la iglesia, no lejos de la casa del abad; el de los huéspedes pobres se halla en el lado sur, cerca del grupo de edificios de la granja, el cual está claramente separado de los edificios monásticos. A la cocina, mantequería y oficinas se llega a través de un pasaje desde el lado este del refectorio, y están conectadas con la panadería y la cervecería, las cuales están colocadas un poco más lejos. La totalidad de los lados sur y este están destinados a talleres, establos y edificios de granja. Los edificios, con algunas excepciones, probablemente estaban todos hechos de madera, excepto la iglesia. En total son 33 bloques separados.
La iglesia es cruciforme, con una nave de 9 arcadas y un ábside semicircular en cada extremo. El extremo oeste está rodeado de una columnata semicircular, dejando un "paraíso abierto" entre él y la pared de la iglesia. La totalidad del área está dividida por paneles en varias capillas. El altar mayor está situado inmediatamente al este del transepto, o coro ritual, el altar de San Pablo, en el este, y el de San Pedro en el ábside oeste. Hay un campanario cilíndrico separado de la iglesia a cada lado del ábside oeste.